# Giaura niveidisca
Giaura niveidisca är en fjärilsart som beskrevs av George Francis Hampson 1894. Giaura niveidisca ingår i släktet Giaura och familjen trågspinnare. Inga underarter finns listade i Catalogue of Life.